# Leandro Grimi
Leandro Damián Marcelo Grimi (* 9. Februar 1985 in San Lorenzo) ist ein ehemaliger argentinischer Fußballspieler.

## Karriere
Grimi begann seine Karriere in der Jugend von CA Huracán, wo er von 2004 bis 2006 auch in der Profimannschaft spielte, bis er 2006 dann zu Racing Club Avellaneda wechselte. Dort konnte er sich jedoch nicht zurechtfinden und wechselte ein Jahr später zum AC Mailand. Da er sich keinen Stammplatz sichern konnte, wurde er 2007 an den AC Siena verliehen und ein Jahr später an Sporting Lissabon. Sporting erkannte sein Talent und verpflichtete ihn nach Ende der Leihfrist. Sein erstes Tor für Sporting erzielte er am 14. März 2010 beim 3:1-Sieg gegen Vitória Guimarães.